# Dragan Andrić
Dragan Andrić (Dubrovnik, 6. lipnja 1962.), bivši jugoslavenski vaterpolist, dvostruki osvajač zlatne medalje na Olimpijskim igrama u Los Angelesu 1984. i u Seulu 1988. godine.
Igrao je za beogradski Partizan.
Trenirao je grčki klub Chios.